# Phlogacanthus kjellbergii
Phlogacanthus kjellbergii är en akantusväxtart som beskrevs av Cornelis Eliza Bertus Bremekamp. Phlogacanthus kjellbergii ingår i släktet Phlogacanthus och familjen akantusväxter. Inga underarter finns listade i Catalogue of Life.